# محمد معز
محمد مُعِزُّ أو محمد معزو أو محمد مويزو (15 يونيو 1978-) هو سياسي مالديفي يشغل حاليًا منصب رئيس جزر المالديف منذ 17 نوفمبر 2023. وقع عليه الاختيار لترشيح حزبه بعد سجن الرئيس السابق عبد الله يمين . 
شغل منصب وزير الإسكان في عهد الرئيس وحيد حسن وعبد الله يمين، وكان يشغل منصب عمدة ماليه قبل اختياره مرشحا للمؤتمر الوطني الشعبي للانتخابات الرئاسية 2023  

## التعليم والمهنة المبكرة
درس معز في مدرسة المجيدية، أقدم مدرسة في جزر المالديف. حصل على درجتي البكالوريوس والماجستير في الهندسة الإنشائية من جامعة لندن، وحصل على الدكتوراه في الهندسة المدنية من جامعة ليدز. كانت أطروحته للدكتوراه تتعلق بـ "التأثيرات الحرارية والمعتمدة على الوقت على مفاصل ألواح السقف والجدران الخرسانية المسلحة" وقد حصل عليها في عام 2009. كما حصل أيضًا على شهادة إدارة المشاريع الاحترافية من معهد إدارة المشاريع الأمريكي.

## الحياة السياسية

### وزير الإسكان
تولى معز منصب وزير الإسكان والبيئة في عام 2012 خلال إدارة الرئيس محمد وحيد حسن مانيك عضوا عن حزب العدالة. واستمر في هذا المنصب بعد الانتخابات الرئاسية 2013 في عهد إدارة الرئيس عبد الله يمين. بحلول هذا الوقت، كان معز عضوًا في تحالف جزر المالديف للتنمية، وهو جزء من الحكومة الائتلافية. أُعيدت هيكلة وزارة الإسكان والبيئة في وقت لاحق وأطلق عليها اسم وزارة الإسكان والبنية التحتية خلال فترة ولايته التي استمرت خمس سنوات.
خلال هذا الوقت، أشرف معز على العديد من مشاريع البنية التحتية بما في ذلك جسر سينمالي. يربط الجسر العاصمة ماليه بمطار فيلانا الدولي في جزيرة هولهولي، وهو أول جسر بين الجزر في تاريخ جزر المالديف.
شهدت بقية فترة ولايته للوزارة استكمال المزيد من مشاريع البنية التحتية، بما في ذلك بناء العديد من الموانئ، والأرصفة البحرية والحدائق والمساجد والمباني العامة والمرافق الرياضية والطرق. كما أشرف معز على إدخال تقنيات الرصف الإسفلتي الحديثة في شوارع ماليه، وتنفيذ قوانين البناء والصيانة الجديدة.

### الحزب التقدمي في جزر المالديف
بعد الانتخابات الرئاسية 2018، ترك معز حزب تحالف تنمية المالديف وانضم إلى حزب الرئيس المنتهية ولايته، الحزب التقدمي لجزر المالديف. وفي عام 2019، أصبح معز نائبًا للرئيس ورئيسًا لدائرة الانتخابات في حزب المعارضة آنذاك.[بحاجة لمصدر]

### عمدة ماليه
انتُخب معز عمدة لمدينة ماليه في عام 2021 متغلبًا على مرشح الحزب الديمقراطي المالديفي الحاكم آنذاك.

## الرئاسة (2023–حالياً)
بعد إدانة الرئيس السابق وزعيم المعارضة عبد الله يمين بتهمة الاختلاس، اُختير معز مرشحا رئاسيا عن المؤتمر الوطني الشعبي، وهو جزء من ائتلاف المعارضة، مع النائب حسين محمد لطيف بصفة نائب له. في الجولة الأولى من الانتخابات الرئاسية المالديفية 2023، حصل على 46.06% من الأصوات، وتقدم إلى الجولة الثانية في 30 سبتمبر 2023، انتخب رئيسا في الجولة الثانية وحصل على 54.04% مقابل 46.04% للرئيس الحالي صالح. أدى معز اليمين رئيسا جديدا في 17 نوفمبر 2023.
ركزت حملة معز الرئاسية على الحد من النفوذ الهندي في شؤون جزر المالديف. ووصفه المراقبون بأنه مؤيد للصين.
وفي مقابلات أجريت معه قبل توليه منصبه، قال معز إن جميع القوات الهندية يجب أن تغادر جزر المالديف. اعتبارًا من عام 2021، قالت وزارة الدفاع المالديفية إن حوالي 75 فردًا هنديًا يتمركزون في البلاد، ويُشَغَّلُون الطائرات التي منحتها الهند لجزر المالديف. كما تعهد معز بإطلاق سراح الرئيس السابق يمين من السجن.
أدى معز اليمين الدستورية في 17 نوفمبر 2023، بصفته الرئيس التاسع لجمهورية المالديف. والرابع المنتخب ديمقراطيا.
في 26 نوفمبر، ذهب معز والسيدة الأولى ساجدة محمد في أول رحلة رسمية لهما إلى تركيا. واجتمع الرئيس التركي رجب طيب أردوغان ونائبه جودت يلماز مع معز في أنقرة.
وكانت رحلته الثانية إلى الإمارات العربية المتحدة لحضور المؤتمر الثامن والعشرين للأطراف في اتفاقية الأمم المتحدة الإطارية بشأن تغير المناخ في دبي.

## الحياة الشخصية
تزوج معز من ساجدة محمد في 18 مايو 2003، ولهما ثلاثة أطفال، ياسمين وعمير وزيد.
معز لديه أخت غير شقيقة سودها، وهي مرشحة للحزب الوطني الفلسطيني عن دائرة نيلاندهو. والد معز هو الشيخ حسين عبد الرحمن، قاضي وعالم دين الذي حصل في عام 2013 على جائزة الشرف الوطنية من الرئيس آنذاك محمد وحيد حسن مانيك "لمساهمته في مجال التوعية الدينية والتعليم الديني". والدة معز هي حسنة. معز من ماليه ومن فاشافارو لأن والده الشيخ حسين عبد الرحمن من فاشافارو.

## روابط خارجية
المواقع الإلكترونية
- presidents office website
- Own website
- Muizz's Hotel website

مكتب الرئيس
"President Dr Mohamed Muizzu"